# Ducato di Curlandia e Semigallia (1918)
Il Ducato di Curlandia e Semigallia fu uno Stato cliente creato dall'Impero tedesco durante la prima guerra mondiale. Oggi corrisponderebbe al territorio della moderna Lettonia e delle regioni di Curlandia e Semigallia.
Fu proclamato l'8 marzo 1918, nel Governatorato di Curlandia occupato dai tedeschi da un Landesrat composto da tedeschi del Baltico, che offrì la corona del ducato un tempo autonomo al Kaiser Guglielmo II. L'ultima famiglia regnante precedentemente alla conquista operata dalla Zarato russo alla fine del XVIII secolo fu quella dei Biron con Ernst Johann von Biron. Sebbene il Reichstag appoggiasse l'autodeterminazione nazionale per i popoli locali, l'Alto Comando tedesco proseguì nella politica di annettere il Baltico al Reich, facendo affidamento sui tedeschi baltici.
Nell'ottobre 1918, il cancelliere tedesco Massimiliano di Baden propose di far sostituire l'amministrazione militare nel Baltico dall'autorità civile. Dopo la rivoluzione tedesca del 18 novembre 1918, la Lettonia proclamò la propria indipendenza: il 7 dicembre l'esercito tedesco cedette l'autorità al governo provvisorio lettone guidato da Kārlis Ulmanis.

## Contesto storico
Durante la prima guerra mondiale, l'esercito tedesco aveva occupato il Governatorato di Curlandia dell'Impero russo (autunno 1915). Fu istituito un fronte lungo una linea che si estendeva tra Riga, Daugavpils e Baranavičy. Molti degli abitanti residenti nei Paesi baltici e in Bielorussia si mossero verso la Russia interna: gli spostamenti maggiori si ebbero nell'aprile del 1915, quando l'intera comunità ebraica proveniente da Kaunas, dalla Curlandia e da Grodno si trasferì in massa.
Il Consiglio nazionale provvisorio lettone fu proclamato il 16 novembre 1917. Il 30 novembre tale Consiglio proclamò la formazione di una provincia lettone autonoma entro confini etnografici determinati e il 15 gennaio 1918 la Lettonia fu dichiarata una repubblica sovrana e indipendente.
Dopo la Rivoluzione Russa, le truppe tedesche ripresero ad avanzare in Curlandia, e alla fine di febbraio 1918 i territori dell'ex Governatorato russo di Livonia e del Governatorato autonomo dell'Estonia che avevano dichiarato l'indipendenza furono anch'essi occupati e caddero in mano all'amministrazione militare tedesca: a sud del Paese fu costituito l'Ober Ost. Con il trattato di Brest-Litovsk del 3 marzo 1918 la Russia bolscevica accettò la perdita del Governatorato di Curlandia e, in virtù di accordi conclusi a Berlino il 27 agosto 1918, del Governatorato autonomo dell'Estonia e del Governatorato di Livonia.
In quanto gruppo etnico appoggiato dall'amministrazione militare teutonica, i tedeschi baltici iniziarono un processo di formazione dei consigli provinciali tra settembre 1917 e marzo 1918. Il ducato di Curlandia e Semigallia (il nome fu scelto in base a quello costituito nel 1561 da Gottardo Kettler) fu proclamato l'8 marzo 1918 da uno di questi Landesrat composto da tedeschi baltici e si offrì la corona del ducato al Kaiser Guglielmo II.
Nell'ottobre del 1918, il cancelliere tedesco Massimiliano di Baden propose di sostituire l'amministrazione militare nel Baltico con un'autorità civile. La nuova politica fu esplicata in un telegramma inviato dal Ministero degli Esteri tedesco all'élite militare locale: il governo del Reich è concorde su un cambiamento fondamentale del nostro modus operandi da eseguire nei paesi baltici, ossia, in primo luogo, la politica da realizzare con i popoli del posto.
Il 18 novembre 1918, la Lettonia proclamò la sua indipendenza. Il 7 dicembre 1918, l'esercito tedesco consegnò l'autorità al governo nazionale lettone guidato da Kārlis Ulmanis, nonostante mesi prima fosse stata ipotizzata la costituzione (mai avvenuta) del Ducato Baltico Unito sotto matrice tedesca.

## Proclamazione
Guglielmo II di Germania proclamò la nascita del Ducato, come vassallo tedesco, scrivendo l'8 marzo del 1918 al Landesrat di Curlandia (in tedesco):
Wir Wilhelm, von Gottes Gnaden Deutscher Kaiser, König von Preusen u. beauftragen hiermit Unseren Reichskanzler, der Grafen von Hertling, dem Kurländischen Landesrat zu erklären, daß Wir auf den Uns durch seine Vertreter übermittelten Wunsch und auf den Bericht Unseres Reichskanzler im Namen des Deutschen Reiches das Herzogtum Kurland als freies und selbständiges Staatswesen anerkennen und bereit sind, im Namen des Deutschen Reiches diejenige Staatsverträge mit Kurland abzuschließen, die eine enge wirtschaftliche und militärische Verbindung beider Länder gewährletsten. Gleichzeitig beauftragen Wir Unseren Reichskanzler, den Abschluß dieser Verträge vorzubereiten. Urkundlich haben Wir diesen Auftrag Allerhöchst Selbat vollzogen und mit Unserem Kaiserlichen Insiegel versehen lassen.
Gegeben ................ , den 15. März 1918
Wilhelm
Graf von Hertling.
(Noi, Guglielmo, per grazia di Dio Imperatore Tedesco, Re di Prussia, ecc, con la presente ordiniamo al Nostro Cancelliere del Reich, il Conte von Hertling, di informare il Governo di Curlandia che, su desiderio comunicato a Noi dal suo ambasciatore, e sul rapporto del Nostro Cancelliere del Reich, in nome dell'Impero tedesco, riconosciamo il Ducato di Curlandia come uno Stato libero ed indipendente; in nome dell'Impero tedesco, di negoziare tali trattati con la Curlandia che garantirà una stretta relazione economica e militare tra entrambe le terre. Allo stesso tempo, Noi ordiniamo al Nostro Cancelliere del Reich di prepararsi per la negoziazione di questi trattati. La Nostra Maestà ha ordinato che questo ordine deve essere documentato, e apposto con il Nostro sigillo imperiale.
Dato a [...], il 15 marzo 1918
[firmato] Wilhelm
Conte von Hertling).

## Soppressione dello Stato
Il Ducato Baltico Unito fu nominalmente riconosciuto, con il Trattato di Brest-Litovsk, come Stato sovrano dal Kaiser solo il 22 settembre del 1918, sei mesi dopo l'uscita dell'Impero russo dalla prima guerra mondiale, travolto dalla Rivoluzione russa.
Successivamente, quando terminò la Grande Guerra, il Ducato fu soppresso ed incorporato al nuovo Stato della Repubblica di Lettonia.